# Сьюзенвілл (Каліфорнія)
Сьюзенвілл (англ. Susanville) — місто (англ. city) в США, в окрузі Лассен штату Каліфорнія. Населення — 16 728 осіб (2020).

## Географія
Сьюзенвілл розташований за координатами 40°25′51″ пн. ш. 120°37′49″ зх. д. / 40.43083° пн. ш. 120.63028° зх. д. (40.430966, -120.630333).  За даними Бюро перепису населення США в 2010 році місто мало площу 20,76 км², з яких 20,54 км² — суходіл та 0,22 км² — водойми.

### Клімат
| Клімат : Сьюзенвілл     | Клімат : Сьюзенвілл | Клімат : Сьюзенвілл | Клімат : Сьюзенвілл | Клімат : Сьюзенвілл | Клімат : Сьюзенвілл | Клімат : Сьюзенвілл | Клімат : Сьюзенвілл | Клімат : Сьюзенвілл | Клімат : Сьюзенвілл | Клімат : Сьюзенвілл | Клімат : Сьюзенвілл | Клімат : Сьюзенвілл | Клімат : Сьюзенвілл |
| Показник                | Січ.                | Лют.                | Бер.                | Квіт.               | Трав.               | Черв.               | Лип.                | Серп.               | Вер.                | Жовт.               | Лист.               | Груд.               | Рік                 |
| Абсолютний максимум, °C | 19,4                | 20,6                | 27,2                | 32,2                | 35,6                | 38,9                | 41,1                | 40,6                | 38,3                | 32,2                | 28,3                | 18,3                | 41,1                |
| Середній максимум, °C   | 4,7                 | 7,7                 | 11,8                | 16,3                | 21,3                | 26,4                | 31,5                | 30,6                | 25,8                | 19,1                | 11,1                | 5,4                 | 17,7                |
| Середній мінімум, °C    | −6,2                | −4,3                | −1,8                | 0,6                 | 4,1                 | 7,6                 | 10,4                | 9,3                 | 5,8                 | 1,7                 | −2,3                | −5,4                | 1,6                 |
| Абсолютний мінімум, °C  | −30                 | −30,6               | −20                 | −10,6               | −6,7                | −3,9                | −1,1                | −0,6                | −7,8                | −10                 | −18,3               | −30                 | −30,6               |
| Норма опадів, мм        | 60                  | 52                  | 39                  | 14                  | 22                  | 11                  | 7                   | 5                   | 12                  | 25                  | 42                  | 50                  | 339                 |
| Днів з опадами          | 8,3                 | 8,6                 | 8,2                 | 6,0                 | 5,1                 | 3,5                 | 2,0                 | 1,8                 | 3,1                 | 4,5                 | 7,2                 | 7,5                 | 65,8                |
| Днів зі снігом          | 2,8                 | 1,1                 | 1,0                 | 0,2                 | 0,1                 | 0,0                 | 0,0                 | 0,0                 | 0,1                 | 0,1                 | 0,7                 | 1,7                 | 7,8                 |
| ----------------------- | ------------------- | ------------------- | ------------------- | ------------------- | ------------------- | ------------------- | ------------------- | ------------------- | ------------------- | ------------------- | ------------------- | ------------------- | ------------------- |
| Джерело: NOAA           |                     |                     |                     |                     |                     |                     |                     |                     |                     |                     |                     |                     |                     |

## Демографія
Згідно з переписом 2010 року, у місті мешкало 17 947 осіб у 3833 домогосподарствах у складі 2377 родин. Густота населення становила 864 особи/км².  Було 4256 помешкань (205/км²).
Расовий склад населення:
| - 62,8 % — білих - 12,5 % — чорних або афроамериканців - 3,4 % — корінних американців - 1,1 % — азіатів - 0,6 % — вихідців з тихоокеанських островів - 16,3 % — осіб інших рас |

До двох чи більше рас належало 3,2 %. Частка іспаномовних становила 23,7 % від усіх жителів.
За віковим діапазоном населення розподілялося таким чином: 14,3 % — особи молодші 18 років, 79,1 % — особи у віці 18—64 років, 6,6 % — особи у віці 65 років та старші. Медіана віку мешканця становила 33,6 року. На 100 осіб жіночої статі у місті припадало 273,7 чоловіків;  на 100 жінок у віці від 18 років та старших — 327,3 чоловіків також старших 18 років.
Середній дохід на одне домашнє господарство  становив 59 186 доларів США (медіана — 47 857), а середній дохід на одну сім'ю — 70 032 долари (медіана — 65 890). Медіана доходів становила 65 078 доларів для чоловіків та 42 468 доларів для жінок. За межею бідності перебувало 22,6 % осіб, у тому числі 35,1 % дітей у віці до 18 років та 9,6 % осіб у віці 65 років та старших.
Цивільне працевлаштоване населення становило 2938 осіб. Основні галузі зайнятості: публічна адміністрація — 37,5 %, освіта, охорона здоров'я та соціальна допомога — 24,2 %, мистецтво, розваги та відпочинок — 10,3 %, роздрібна торгівля — 8,1 %.